# Gideon Everduim
Gideon E. Everduim (Den Helder, 11 augustus 1984), ook bekend als Gikkels, is een Nederlandse rapper en politicus. Zijn muziek komt uit bij het platenlabel Bijlmer Style. Everduim laat duidelijk merken dat hij uit de Amsterdamse Bijlmer komt en dat hij fel tegen racisme is. In de videoclip voor zijn nummer Vuisten in de Lucht vertegenwoordigt hij zijn eigen politieke partij Bijlmer Style, waarin hij de oppositie van de PVV en LPF voorstelt. Zijn videoclips worden meestal geproduceerd door Teemong.

## Loopbaan
Everduim bracht in 2010 zijn debuutalbum Uit M'n Cocon Gekropen uit op de labels Bijlmer Style en Dance Dis Dance Entertainment.
Naast zijn carrière als soloartiest maakt Everduim ook deel uit van de Amsterdamse hiphopformatie Pariaz, die verder bestaat uit de rappers Kiddo Cee, Dret & Krulle en M.O. & Brakko, allen afkomstig uit stadsdeel Zuid-Oost. De groep bracht in 2011 de gelijknamige ep Pariaz uit.
Op 23 april 2014 bracht Everduim zijn tweede album uit op het label Dance Dis Dance Entertainment, getiteld 7 - God Gaf De Duivel Vleugels. Op het album staan dertien nieuwe tracks, waaronder Zweepslagen samen met Brainpower en het controversiële 600 Dagen over de politieke onrust in Syrië. Het album is volledig geproduceerd door producer Killing Skills.

## Politieke carrière
Sinds 28 maart 2019 is Everduim Statenlid in de provincie Noord-Holland voor de partij DENK. Hij was woordvoerder op de beleidsterreinen Economie, Financiën en Bestuur (EFB), Mobiliteit en Bereikbaarheid (M&B), Natuur, Landbouw en Gezondheid (NLG) en Ruimte, Wonen en Klimaat (RWK).
In het najaar van 2020 kwam Everduim in opspraak vanwege structurele afwezigheid bij Staten- en commissievergaderingen, terwijl hij wel zijn maandelijkse vergoeding ontving. In diezelfde periode was Everduim wel actief als organisator van de antiracismeprotesten na de dood van George Floyd in Amsterdam. De commissaris van de Koning sprak hem hierop aan, maar dat leidde niet tot een verandering in zijn aanwezigheid. Begin november meldde Everduim zich ziek vanwege een burn-out. Hij werd vervangen door Süleyman Koyuncu, nummer twee op de kandidatenlijst van DENK.
In februari 2021 publiceerde NH Nieuws een overzicht van de declaraties van Everduims fractie in het eerste jaar na de verkiezingen. Daaruit bleek dat er naast uitgaven aan fractiemedewerkers en accountants ook declaraties waren voor onder meer etentjes, een diner voor vijftig personen, een verblijf op een vakantiepark en een uitje naar Walibi. Voor consumpties werd meer gedeclareerd dan de toegestane norm en voor enkele uitgaven ontbraken bewijsstukken. De provincie bracht deze bedragen later in mindering op een nieuw voorschot.

## Discografie

### Albums
- Uit M'n Cocon Gekropen (2010)
- 7 - God Gaf De Duivel Vleugels (2014)

### Ep's
- Pariaz - Pariaz (2011)

### Overige tracks
- Dret & Krulle (met Gikkels, MC Fit, Kiddo Cee, Brakko en M.O.) - Bijlmer Style Anthem
- Gikkels en Fresku - Stappenplan